# Anoiapithecus
Anoiapithecus – rodzaj wymarłego ssaka naczelnego z rodziny człowiekowatych (Hominidae) żyjącego w okresie środkowego miocenu na terenach Europy. Skamieniałości Anoiapithecus brevirostris pochodzą z odkrycia datowanego na około 12 mln lat w Hiszpanii. Gatunek ten, choć obecnie uważany za najstarszy, nie jest najlepiej reprezentowanym w zapisie kopalnym wczesnym przedstawicielem grupy Homininae, gdyż zachowały się jedynie skamieliny twarzy, żuchwy oraz zębów tego ssaka. Na uwagę zwraca miejsce odnalezienia skamielin, tj. Hiszpania w Europie, jako najstarszego w historii praprzodków człowieka, w przeciwieństwie do Afryki.